# Demonstração do resultado do exercício
A demonstração do resultado do exercício (DRE) é uma demonstração contabilística dinâmica que se destina a evidenciar a formação do resultado líquido devendo ter alterações em um exercício, através do confronto das receitas, custos e resultados, apuradas segundo o princípio contábil do regime de competência.

## Periodicidade
A demonstração do resultado do exercício oferece uma síntese financeira dos resultados operacionais e não operacionais de uma empresa em certo período. Embora sejam elaboradas anualmente para fins legais de divulgação, em geral são feitas mensalmente para fins administrativos e, trimestralmente para fins fiscais.

## Legislação
As legislações que determinam a DRE deixam pouca ou nenhuma liberdade de personalização desse relatório contábil, apontando-se os vários tópicos que deverão ser discriminados em tal demonstrativo. Então, para se apurar o lucro que a empresa adquiriu no período, devem estar indicadas na DRE: as receitas e os rendimentos ganhos no período, independentemente da, sua realização em moeda, bem como os custos, despesas, encargos e perdas, pagos ou incorridos, correspondentes a essas receitas e rendimentos.
A correta elaboração e interpretação do Demonstrativo do Resultado do Exercício é uma ação decisiva no que tange a vida financeira das empresas. É através do Demonstrativo do Resultado do Exercício que diagnosticamos problemas na saúde financeira da empresa e prescrevemos os remédios para intervenção nos problemas, quando necessário.
O Demonstrativo do Resultado do Exercício não deve ser apenas um relatório contábil, ele deve ser principalmente um documento gerencial, tão importante ou mais que o contábil. A DRE nos permite fazer a leitura financeira de forma eficiente e rápida, fazendo as intervenções necessárias para a manutenção da sustentabilidade.
De acordo com a legislação brasileira(Lei nº 6.404, de 15 – 12 – 1976, Lei das Sociedades por Ações), as empresas deverão discriminar na Demonstração do Resultado do Exercício:
- A receita bruta das vendas e serviços, as deduções das vendas, os abatimentos e os impostos;
- A receita líquida das vendas e servicos, o custo das mercadorias vendidas e serviços prestados e o lucro bruto;
- As despesas com as vendas, as despesas financeiras, deduzidas das receitas, as despesas gerais e administrativas, e outras despesas operacionais;
- O lucro ou prejuízo operacional, as outras receitas e as outras despesas;
- O resultado do exercício antes do Imposto de Renda e a provisão para tal imposto;
- As participações de debêntures, empregados, administradores e partes beneficiárias, mesmo na forma de instrumentos financeiros, e de instituições ou fundos de assistências e previdência de empregados;
- O lucro ou prejuízo líquido do exercício e o seu montante por ação do capital social.

## Apuração do Resultado do Exercício (ARE)
Apuração do Resultado do Exercício (ARE) é uma prática contábil que compara todas as receitas, os custos e as despesas de uma empresa em um determinado período, com o objetivo de identificar se houve lucro ou prejuízo naquele período, ou seja, apresentar a real situação financeira da empresa ou negócio ao governo. A ARE está diretamente ligada à Demonstração do Resultado do Exercício (DRE), que é um Demonstrativo Contábil em que essas receitas, custos e despesas são evidenciados, ou seja, é possível identificar de onde vieram e com esses dados coletados a partir da ARE é que monta-se a DRE.
Em suma, a DRE e a ARE possuem o mesmo resultado, porém a DRE é um demonstrativo obrigatório, de acordo com a Lei 6.404/76, é mais detalhado sendo elaborado anualmente e entregue à Receita, enquanto a ARE é apenas um documento que confronta as contas de resultado de forma rápida, com o objetivo de saber se houve lucro ou prejuízo no período e pode ser feita a qualquer momento. As duas são extremamente importantes para a gestão da Empresa, uma vez que buscam identificar o resultado líquido do exercício.
É importante destacar que, segundo a CFC 750/93, o confronto das receitas e despesas deve ser de acordo com o Princípio da Competência, também conhecido como Regime de Competência, que determina uma forma de registrar os eventos, considerando seus fatos geradores, isto é, aqueles fatos que dizem respeito ao patrimônio.